# Zombrus minor
Zombrus minor är en stekelart som beskrevs av Szepligeti 1918. Zombrus minor ingår i släktet Zombrus och familjen bracksteklar. Inga underarter finns listade i Catalogue of Life.